# Si-Te-Cah
De Si-Te-Cah waren volgens de mondelinge overlevering van de Paiute-indianen een legendarische stam, waarvan de gemummificeerde lichamen zouden zijn gevonden door mijnwerkers onder vier voet guano, in wat nu bekend staat als Lovelock Cave bij Lovelock, in de Amerikaanse staat Nevada. De autoriteiten werden in 1912 door de mijnwerkers op de hoogte gesteld. De mijnwerkers vernielden veel artefacten, maar archeologen wisten nog 10.000 voorwerpen uit de grot veilig te stellen, waaronder manden en sandalen, waarvan verschillende meer dan 2000 jaar oud.

## Legendes
'Si-Te-Cah' betekent in de taal van de Paiute-indianen 'tule-eters'. Tule is een waterplant. De Si-Te-Cah zouden op rieten boten op het meer hebben geleefd.
Volgens de Paiute-indianen waren de Si-Te-Cah roodharige, kannibalistische reuzen waarmee ze in oorlog waren. Na een lange strijd werden de overgebleven Si-Te-Cah in Lovelock Cave gedreven, waar ze weigerden uit te komen. De indianen zetten toen de ingang van de grot in brand, waarmee de Si-Te-Cah werden uitgeroeid.
Sarah Winnemucca Hopkins, de dochter van het Paiute-opperhoofd Winnemucca, schreef Life Among the Paiutes: Their Wrongs and Claims. 
Adrienne Mayor schreef in Legends of the First Americans over de Si-Te-Cah.  
James H. Hart, een van de eerste mijnwerkers in de grot in de herfst van 1911, schreef in een verslag over grote sandalen, waarvan er een 38 cm lang was en die te zien was in het Nevada Historical Society Museum in Reno in 1952. Ook zei hij zich op vier voet diepte het gemummificeerde lichaam van een man van 'zes voet zes inch lang' (1,98 m) 'met rood haar' te herinneren. De huidige verblijfplaats hiervan is echter onbekend, en de rode kleur van het haar kan door natuurlijke inwerking van de bodemelementen  zijn ontstaan.  